# George Van Tassel
George Washington Van Tassel (12 tháng 3, 1910 – 9 tháng 2, 1978) là nhà nghiên cứu UFO, người tiếp xúc UFO và nhà văn Mỹ.

## Thân thế
Van Tassel chào đời ở Jefferson, Ohio vào năm 1910, và lớn lên trong một gia đình trung lưu khá giả. Ông tốt nghiệp trung học lớp 10 và làm việc tại sân bay Cleveland; ông cũng có được bằng lái máy bay của phi công. Lúc 20 tuổi, ông đi đến California, lần đầu vào làm việc tại một garage do chú ông sở hữu.
Trong thời gian làm việc tại garage ông tình cờ gặp đượ Frank Critzer, một kẻ cô độc lập dị, đã tuyên bố hắn đang làm việc tại một mỏ ở đâu đó nằm gần Giant Rock, một tảng đá 7 tầng ở gần Landers, California. Frank Critzer là một di dân người Đức đang tìm cách kiếm sống trên sa mạc như là một người thăm dò khoáng chất. Suốt Thế chiến II, Critzer bị nghi ngờ là gián điệp của Đức và chết trong một cuộc bố ráp của cảnh sát tại Rock vào năm 1942. Khi nhận được tin về cái chết của Critzer, Van Tassel đã nộp đơn xin thuê một sân bay bị bỏ hoang nằm gần Giant Rock từ Cục Quản lý Đất đai, cơ quan quản lý khu đất này, và cuối cùng đã được trao một hợp đồng mới thuộc Chính phủ Liên bang có thể phát triển đường băng.
Van Tassel trở thành kĩ sư bảo trì máy bay và thanh tra chuyến bay vào những khoảng thời gian khác nhau từ năm 1930 đến năm 1947 làm việc cho hãng hàng không Douglas Aircraft, Hughes Aircraft, và Lockheed. Trong thời gian làm việc tại hãng Hughes Aircraft ông được xếp hạng top thanh tra chuyến bay. Sau cùng, ông rời khỏi ngành công nghiệp hàng không vũ trụ đang bùng nổ ở Nam California vào sa mạc vào năm 1947. Ông và gia đình ban đầu đã sống một cuộc sống giản dị trong các căn phòng mà Frank Critzer đã đào ở bên dưới Giant Rock. Van Tassel cuối cùng đã xây cất một ngôi nhà, một quán cà phê, một đường băng nhỏ, và một nông trại nghỉ dưỡng bên cạnh Rock.
George Van Tassel qua đời vì một cơn đau tim vào năm 1978.

## Integratron

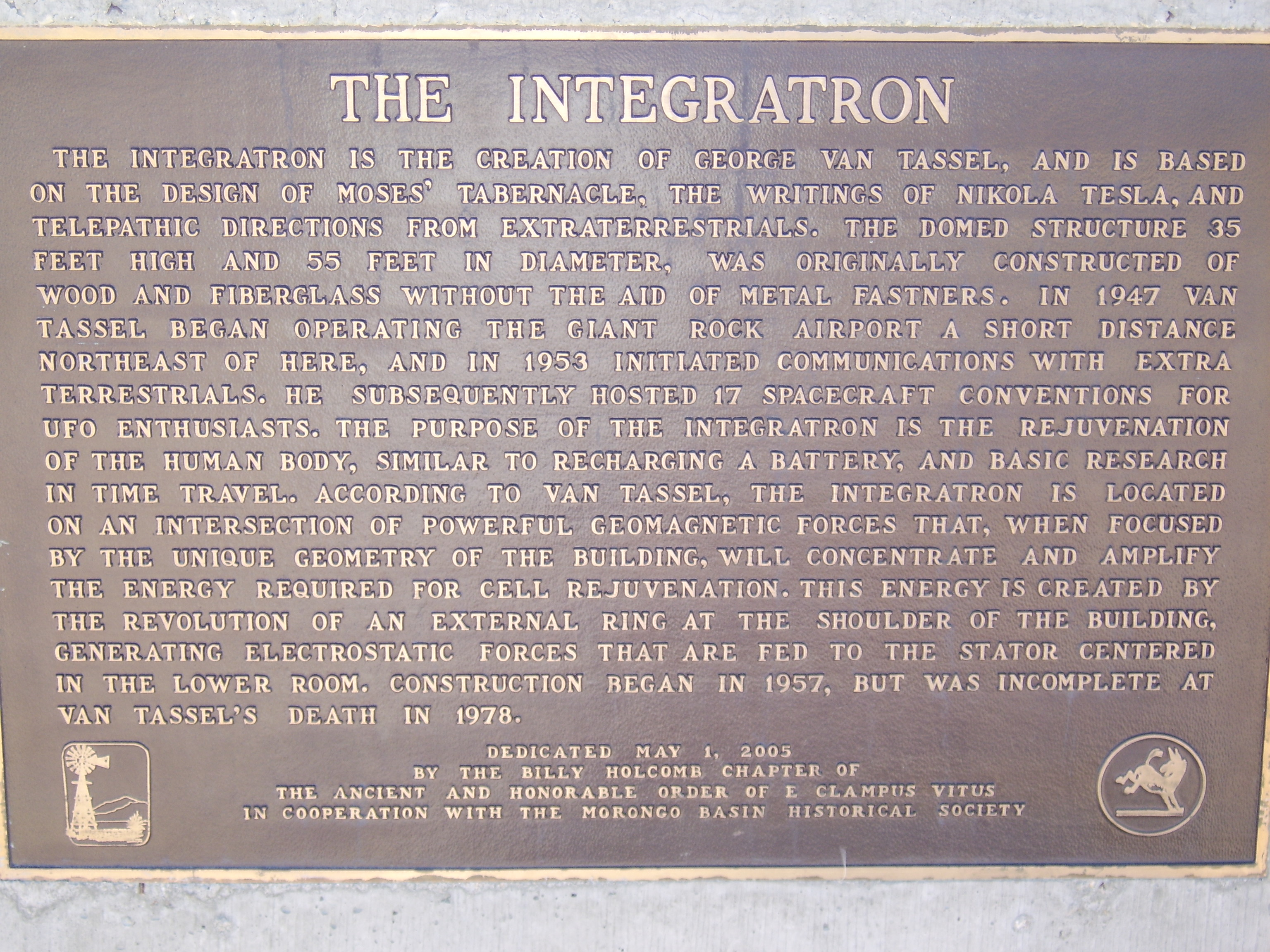
Dấu ấn lịch sử gần Integratron ở Landers

George Van Tassel bắt đầu tổ chức nhóm thiền vào năm 1953 trong một căn phòng nằm bên dưới Giant Rock được Frank Critzer, một kẻ thăm dò khoáng chất đào nên. Năm đó, theo lời Van Tassel du khách của con tàu không gian từ hành tinh Sao Kim đã đánh thức anh, rồi mời anh bước lên tàu không gian của anh ấy, và thông qua lời nói và thần giao cách cảm đều chuyển giao cho anh một loại kỹ thuật giúp trẻ hóa cơ thể con người. Năm 1954, Van Tassel và những người khác bắt đầu xây dựng cái mà họ gọi là "Integratron" để thực hiện việc trẻ hóa. Theo lời Van Tassel cho biết, Integratron là một cấu trúc nghiên cứu khoa học về thời gian, phản trọng lực và kéo dài tuổi thọ con người, được xây dựng một phần dựa trên nghiên cứu của Nikola Tesla và Georges Lakhovsky. Van Tassel đã miêu tả Integratron như được tạo ra dành cho việc nghiên cứu khoa học và tâm linh với mục đích nạp lại và làm trẻ hóa tế bào của con người, "một cỗ máy thời gian dành cho việc nghiên cứu cơ bản về trẻ hoá, phản trọng lực và du hành thời gian". Cấu trúc bằng gỗ mái vòm có một thiết bị kim loại quay ở bên ngoài mà ông gọi là "điện cực tĩnh điện". Van Tassel tuyên bố nó được làm bằng loại vật liệu không sắt từ: gỗ, bê tông, thủy tinh và sợi thủy tinh, thậm chí còn thiếu đinh vít bằng kim loại. Integratron đã không bao giờ được hoàn thiện đầy đủ do cái chết bất ngờ của Van Tassel vài tuần trước khi khai trương chính thức. Trong thời gian gần đây một số người vào viếng thăm Integratron còn đang xây dang dở tuyên bố mình sẽ được làm trẻ hóa bằng cách ở lại đó, và trải nghiệm "những bồn tắm âm thanh" ở bên trong công trình này.

## Hội nghị và tổ chức
Van Tassel là một trong số những người tiếp xúc UFO điển hình của thập niên 1950 theo chân George Adamski, Truman Bethurum, Orfeo Angelucci và nhiều người khác nữa. Ông đã đứng ra tổ chức "Hội thảo Thiết bị Vũ trụ Giant Rock" hàng năm bên cạnh Rock, từ năm 1953 đến năm 1978, thu hút được đỉnh điểm vào năm 1959 với khoảng 10.000 người tham dự. Khách di chuyển tới sa mạc bằng ô tô hoặc lên máy bay trên đường băng nhỏ của Van Tassel, được gọi là Sân bay Giant Rock.
Mỗi người tiếp xúc UFO nổi tiếng đều xuất hiện một mình tại các hội thảo này trong những năm qua, và nhiều người chẳng có tiếng tăm gì hơn. Các tài liệu tham khảo thường nói rằng người tiếp xúc UFO đầu tiên và nổi tiếng nhất, George Adamski, đã tẩy chay một cách chua cay những hội thảo kiểu này. Thế nhưng, trên thực tế Adamski đã tham dự hội thảo thứ ba, được tổ chức năm 1955, nơi ông thuyết giảng trong 35 phút và được sự phỏng vấn của Edward J. Ruppelt, từng là người đứng đầu Dự án Blue Book của Không quân Mỹ. Đó là hội thảo duy nhất mà Adamski từng tham dự.
Van Tassel đã thành lập một tổ chức nghiên cứu siêu hình học được gọi là Bộ Trí tuệ Toàn cầu và Trường Đại học Trí tuệ Toàn cầu (The Ministry of Universal Wisdom, and The College of Universal Wisdom) để làm sáng tỏ những khám phá tinh thần mà ông thường xuyên nhận được thông qua những lần liên lạc với người ngoài hành tinh.

## Tác phẩm xuất bản
Những tác phẩm đã xuất bản của Van Tassel gồm có, I Rode A Flying Saucer (1952, 1955), kể lại những tuyên bố của ông về việc nhận được "trí khôn vũ trụ" "Solgonda" và một số lượng lớn thực thể ngoài hành tinh khác. Trong số các tác phẩm khác của ông là Into This World and Out Again (1956), The Council of Seven Lights (1958), Religion and Science Merged và When Stars Look Down.